# 레스 걸스
《레스 걸스》(Les Girls)는 미국에서 제작된 조지 큐커 감독의 1957년 코미디, 뮤지컬 영화이다. 진 켈리 등이 주연으로 출연하였고 솔 C. 시겔 등이 제작에 참여하였다.

## 줄거리
배리, 조이, 시빌, 앤젤은 이전에 카바레 댄스 그룹 "배리 니컬스와 레스 걸스"의 멤버였다. 그룹이 해체된 지 몇 년 후, 현재 레이디 렌이 된 시빌은 극장 생활에 대한 상세한 내용을 담은 폭로 회고록을 출판하고, 배리가 그들의 관계를 끝낸 후 앤젤이 시도했다고 주장하는 자살 시도를 상세히 묘사한다. 앤젤은 시빌의 주장에 격분하여 명예훼손으로 그녀를 고소한다. 사건은 재판에 회부되고, 두 여성은 자신들이 기억하는 대로 그룹의 역사를 진술하지만, 각자 매우 다르게 기억한다.
시빌은 앤젤을 배리와의 불륜 관계를 유지하기 위해 피에르라는 남자와의 약혼을 배리에게 숨기려 했던 쉽고 기만적인 여자로 기억하며, 그녀의 거짓말이 드러나면서 두 관계 모두를 위태롭게 했다고 생각한다. 앤젤은 시빌을 배리에게 미쳐 사랑에 빠진 술고래로 기억하며, 앤젤 자신은 배리와 전혀 관계가 없었다고 말한다. 앤젤에 따르면, 시빌은 영국에서 온 다른 남자 제럴드와 약혼한 상태였고, 제럴드는 배리와 시빌의 관계를 알게 된 후 배리와 물리적인 싸움을 벌였다고 한다. 이로 인해 시빌은 다시 술을 남용하고 자살을 시도했는데, 마치 자신이 두 관계 모두를 망쳤다고 느꼈기 때문이었다.
마침내 배리가 증언대에 서서 두 소녀의 이야기가 모두 완전히 옳지 않다고 밝힌다. 사실 배리는 내내 조이를 로맨틱하게 쫓고 있었다. 피에르와 제럴드는 배리에게 앤젤과 시빌을 해고하여 그들의 경력을 끝내고 결혼할 수 있도록 해달라고 요청했지만, 배리는 그들을 해고하는 것이 상황을 악화시킬 뿐이라고 주장한다. 그는 심장병을 가장하는 계획을 꾸며 극장을 닫아야 할 것이라고 암시한다. 갑작스러운 소식에 낙담한 세 여성은 모두 그를 위해 그만두기로 동의한다. 그러나 그는 자신의 아파트에서 조이에게 진실을 밝히고, 조이는 처음에는 그를 혐오스럽게 여기지만, 그의 좋은 의도를 깨닫자 금방 그를 용서한다.
둘이 소녀들의 아파트로 돌아왔을 때, 가스 누출이 발생했음을 깨닫고 앤젤과 시빌은 배리와의 작별 파티 후 술에 취해 쓰러져 독성 가스에 노출된 상태였다. 둘 다 구조되었지만 그 후로는 다시 만나지 못했다… 재판 전까지는 말이다. 자살 시도는 없었고, 오히려 두 여성이 가스 누출을 서로의 자살 시도로 오해했다는 사건이 해결되자, 그들은 법정 밖에서 만나 화해한다. 배리가 떠날 때, 그는 실제로 조이와 결혼했음이 드러나지만, 조이는 그가 앤젤과 시빌과 전혀 장난치지 않았다는 그의 주장을 의심한다.

## 출연

### 주연
- 진 켈리
- 밋지 게이너

### 조연
- 케이 켄달
- 타이나 엘그
- 자크 버게락
- 레슬리 필립스
- 헨리 다니엘
- 패트릭 맥니
- 필립 통

## 기타
- 협력프로듀서: 사울 채플린
- 미술: 윌리암 A. 호닝
- 의상: 오리 켈리